# Anna Rudberg
Anna Margit Elisabeth Rudberg Waltersson, född 21 maj 1959 i Kalmar, är en svensk författare.
Rudberg, som är dotter till maskinsnickare Bo Rudberg och Margit Martinsson, debuterade som 16-åring med hästboken Hingsten på Rosenhill (1975, även i tysk översättning). Därefter följde Bara en häst (1976), "Envar har rätt till frihet" – men vi då? (tillsammans med Liselotte Frisk, 1976) och reseskildringen Luffarboken (1978, även i dansk och norsk översättning ). Hon utgav därefter Var inte rädd för Lena! (1979, även i dansk översättning), i vilken hon skildrar en 13-årig punkartjejs upproriska livsstil, och novellsamlingen Järn-nätter (1983). Hennes senaste bok är Över byn välver sig himlen. Berättelser från Ängarna (2011).